# Wanda Żeleńska
Wanda Paulina Żeleńska z domu Grabowska (ur. 1 września 1841 w Warszawie, zm. 27 marca 1904 w Krakowie) – polska pisarka i tłumaczka. Matka Tadeusza Boya-Żeleńskiego.

## Życiorys
Pochodziła z rodziny żydowskich uszlachconych frankistów – neofitów. Była córką Jana Andrzeja Grabowskiego (1808–1880) i Izabelli z domu Jasińskiej.
Wyszła za mąż za kompozytora Władysława Żeleńskiego (1837–1921), z którym miała synów: Stanisława Gabriela (ur. 1873), Tadeusza (ur. 1874) i Edwarda Narcyza (ur. 1878).
Była zaprzyjaźniona – mimo różnicy wieku – z Narcyzą Żmichowską „Gabryellą” (1819–1876), o czym świadczy zachowana korespondencja – 185 listów. Cztery siostry Grabowskie mieszkały w Warszawie w tym samym domu przy ulicy Miodowej, w którym znajdowało się mieszkanie Gabryelli, co stało się początkiem przyjaźni. Dla wcześnie osieroconej Wandy Gabryella stanowiła wzór do naśladowania. Tej przyjaźni Boy-Żeleński poświęcił znaczną część książki Ludzie żywi. Korespondencję Gabryelli z Wandą wydał Boy drukiem w 1930 pod tytułem Narcyssa i Wanda.
Była prezeską Stowarzyszenia nauczycielek w Krakowie. Pochowana na Cmentarzu Rakowickim w Krakowie.

## Twórczość
- Autobiografia zastanawiającej się nad sobą kobiety (powieść w rękopisie)
- Czy to powieść? (1876, powieść)
- Znakomite niewiasty (1877, tom szkiców, )
- Lirnik Polski (1883, zbiór poezji, ilustrowany rycinami W. Gersona )
- tłumaczenie książki Georga Gervinusa o Szekspirze